# Néstor Fabbri
Néstor Ariel Fabbri (ur. 29 kwietnia 1968 w Buenos Aires), argentyński piłkarz, obrońca. Srebrny medalista MŚ 90.
Ze względu na pochodzenie przodków posiada również obywatelstwo włoskie.
Występował w młodzieżowych drużynach All Boys. Zawodową karierę zaczynał w Racing Club, gdzie grał w latach 1986–1992. W latach 1992–1994 – z przerwą na występy w kolumbijskiej América Cali – był zawodnikiem klubu Lanús. Następne cztery sezony spędził w Boca Juniors, w 1998 odszedł do FC Nantes, gdzie grał do 2002, a w 2001 wygrał Ligue 1. We Francji występował także w Guingamp. W 2003 wrócił do ojczyzny i podpisał kontrakt z Estudiantes La Plata. Karierę kończył w All Boys.
W reprezentacji Argentyny w latach 1989–1997 rozegrał 21 spotkań i zdobył jedną bramkę. Podczas mistrzostw świata zagrał w jednym spotkaniu. W 1995 znalazł się w składzie na dwa turnieje: Puchar Konfederacji oraz Copa América.